# Le Volcan des Vaucanson
Pour les articles homonymes, voir Volcan et Vaucanson.

Le Volcan des Vaucanson est le second album publié dans la série Donjon Crépuscule de la saga Donjon, numéroté 102, dessiné par Joann Sfar, écrit par Lewis Trondheim et Joann Sfar, mis en couleur par Walter et publié en mars 2001.

## Résumé
Le Roi Poussière se rend compte qu'il a encore une mission à accomplir. Après une halte dans un village Kochaque, et accompagné de Marvin Rouge et Pipistrelle, il se rend à la Forteresse Noire dans le but de convaincre son ancien ami, Le Grand Khân, de laisser la planète reprendre sa rotation.

Après une conversation entre les deux protagonistes, le combat s'engage, et le Roi Poussière s'enfuit à dos de chauve-souris géante avec ses deux compagnons. Ils s'arrêtent à Vaucanson, dans la partie obscure de la planète, et se font passer pour des soldats du Grand Khân devant son fils, le Grand Duc Papsukal ; Marvin Rouge réclame une armure-nitro, nouveauté des ateliers de Vaucanson. Le Grand Khân arrive alors, accompagné de la Bête Furieuse ; un duel commence alors entre les deux ennemis ataviques. Le Roi Poussière se fait couper les deux bras, mais grâce à l'intervention de Marvin Rouge, ils réussissent à s'échapper et à trouver refuge dans le village des Chattes Kochaques.